# Takahata (Yamagata)
Takahata (高畠町 Takahata-machi?) es un pueblo localizado en la prefectura de Yamagata, Japón. En junio de 2019 tenía una población de 22.791 habitantes y una densidad de población de 126 personas por km². Su área total es de 180,26 km².

## Geografía

### Municipios circundantes
- Prefectura de Yamagata
  - Yonezawa
  - Nan'yo
  - Kaminoyama
  - Kawanishi
- Prefectura de Miyagi
  - Shichikashuku
- Prefectura de Fukushima
  - Fukushima

## Demografía
Según datos del censo japonés, la población de Takahata ha disminuido en los últimos años.
| Año del censo | Población |
| ------------- | --------- |
| 1995          | 26.964    |
| 2000          | 26.807    |
| 2005          | 26.026    |
| 2010          | 25.025    |
| 2015          | 23.882    |